# USCGC Chelan (1928)
«Шелан» (англ. USCGC Chelan (1928) — військовий корабель, шлюп типу «Банфф» (перебудований на замовлення Британського адміралтейства куттер типу «Лейк») Берегової охорони США, що перебував на службі у Королівських ВМС Великої Британії за часи Другої світової війни.
«Шелан» був закладений 14 листопада 1927 року на верфі Bethlehem Shipbuilding Corporation у Квінсі, де 19 травня 1928 року корабель був спущений на воду. 5 вересня 1928 року він увійшов до складу Берегової охорони США.

## Історія служби
Після введення в експлуатацію «Шелан» був передислокований до Сіетлу, штат Вашингтон, і призначений до патрулювання Берингового моря. 17 квітня 1929 року після зимівлі в Сіетлі протягом 1928—1929 років він вирушив на своє перше патрулювання в Беринговому морі. Куттер продовжував патрулювати щороку, проводячи зими в Сіетлі.
8 липня 1936 року «Шелан» вирушив у спеціальний круїз із представниками Конгресу на борту. 1 серпня 1936 року він перевів партію Конгресу на куттер «Шошон».
22 січня 1937 року «Шелан» отримав новий порт приписки в Бостоні, штат Массачусетс, і в 1937 році розпочав патрулювати Північну Атлантику. 22 березня 1937 року він відповів на сигнал лиха від норвезького пароплава SS Bjerkli під час шторму. 23 березня 1937 року куттер узяв на борт 16 офіцерів і членів екіпажу з «Б'єрклі» і перевіз їх на 660 морських миль (1220 км) до Бостона.
9 березня 1939 року «Шелану» було доручено відкрити Міжнародну службу спостереження за льодом у Північній Атлантиці на 1939 рік. 3 січня 1940 року він був визначений діяти у складі Міжнародного льодового патруля протягом 1940 року.
5 квітня 1941 року президент Франклін Д. Рузвельт передав десять 250-футових куттерів Берегової охорони до Великої Британії згідно із Законом про ленд-ліз, зокрема «Шелан». Після введення в експлуатацію у лавах британського флоту, 12 травня 1941 року «Шелан» під новим ім'ям «Лалворт» відплив до Англії.
14 липня 1942 року британський шлюп «Лалворт» потопив італійський ПЧ «П'єтро Кальві» під час спроби того атакувати конвой SL 115.
У 1945 році шлюп перевели в Тринкомалі для супроводу конвоїв в рамках операцій в Бірмі. Це включало операції «Дракула» та «Зіппер».
«Лалворт» залишався на службі Королівського флоту до кінця Другої світової війни в 1945 році. 12 лютого 1946 року Королівський флот перевів «Лалворт» назад до Берегової охорони США.